# IC 1168B
IC 1168B је лентикуларна галаксија у сазвјежђу Змија која се налази на листи објеката дубоког неба у Индекс каталогу.
Деклинација објекта је + 14° 53' 39" а ректасцензија 16h 3m 56,2s. Привидна величина (магнитуда) објекта IC 1168 износи 15,5 а фотографска магнитуда 16,5.